# Liste des communes de la province de Castellón
Liste des 142 communes de la province de Castellón dans la Communauté valencienne (Espagne).

## Cartes

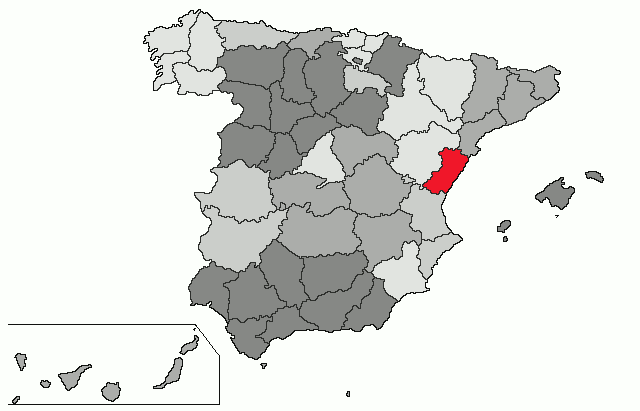
Situation de la province de Castellón

Carte des communes de la province de Castellón

## Liste des communes
| Nom officiel                                 | Nom castillan              | Nom valencien                                     | Prédominance linguistique officielle | Comarque      | District Judiciaire   | Superficie km² | Population 2005 | Population 2013 |
| -------------------------------------------- | -------------------------- | ------------------------------------------------- | ------------------------------------ | ------------- | --------------------- | -------------- | --------------- | --------------- |
| Aín                                          | Ahín                       | Aín                                               | valencien                            | Plana Baixa   | Nules                 | 12,29          | 149             | 132             |
| Albocàsser                                   | Albocácer                  | Albocàsser                                        | valencien                            | Alt Maestrat  | Castellón de la Plana | 82,29          | 1 395           | 1 424           |
| Alcalà de Xivert                             | Alcalá de Chivert          | Alcalà de Xivert                                  | valencien                            | Baix Maestrat | Vinaròs               | 167,56         | 6 752           | 8 208           |
| L'Alcora                                     | Alcora                     | L'Alcora                                          | valencien                            | Alcalatén     | Castellón de la Plana | 94,90          | 10 297          | 10 797          |
| Alcudia de Veo                               | Alcudia de Veo             | L'Alcúdia de Veo                                  | valencien                            | Plana Baixa   | Nules                 | 30,66          | 205             | 214             |
| Alfondeguilla                                | Alfondeguilla              | Fondeguilla                                       | valencien                            | Plana Baixa   | Nules                 | 28,33          | 899             | 876             |
| Algimia de Almonacid                         | Algimia de Almonacid       | Algimia d'Almonesir                               | castillan                            | Alto Palancia | Segorbe               | 20,33          | 282             | 301             |
| Almassora / Almazora                         | Almazora                   | Almassora                                         | valencien                            | Plana Alta    | Castellón de la Plana | 32,98          | 19 688          | 26 186          |
| Almedíjar                                    | Almedíjar                  | Almedíxer                                         | castillan                            | Alto Palancia | Segorbe               | 20,90          | 276             | 278             |
| Almenara                                     | Almenara                   | Almenara                                          | valencien                            | Plana Baixa   | Nules                 | 27,63          | 5 069           | 6 149           |
| Les Alqueries / Alquerías del Niño Perdido,  | Alquerías del Niño Perdido | Les Alqueries (parfois Les Alqueries de la Plana) | valencien                            | Plana Baixa   | Nules                 | 12,61          | 3 805           | 4 507           |
| Altura                                       | Altura                     | Altura                                            | castillan                            | Alto Palancia | Segorbe               | 129,56         | 3 355           | 3 898           |
| Arañuel                                      | Arañuel                    | Aranyel                                           | castillan                            | Alto Mijares  | Nules                 | 19,16          | 199             | 185             |
| Ares del Maestrat                            | Ares del Maestre           | Ares del Maestrat                                 | valencien                            | Alt Maestrat  | Vinaròs               | 118,67         | 228             | 206             |
| Argelita                                     | Argelita                   | Argeleta                                          | castillan                            | Alto Mijares  | Nules                 | 15,47          | 118             | 96              |
| Artana                                       | Artana                     | Artana                                            | valencien                            | Plana Baixa   | Nules                 | 36,33          | 1 803           | 2 015           |
| Atzeneta del Maestrat                        | Adzaneta                   | Atzeneta del Maestrat                             | valencien                            | Alcalatén     | Castellón de la Plana | 71,16          | 1 457           | 1 325           |
| Ayódar                                       | Ayódar                     | Aiòder                                            | valencien                            | Alto Mijares  | Nules                 | 24,36          | 228             | 197             |
| Azuébar                                      | Azuébar                    | Assuévar                                          | valencien                            | Alto Palancia | Segorbe               | 23,40          | 366             | 336             |
| Barracas                                     | Barracas                   | Barraques                                         | castillan                            | Alto Palancia | Segorbe               | 42,15          | 195             | 193             |
| Bejís                                        | Bejís                      | Begís                                             | castillan                            | Alto Palancia | Segorbe               | 42,35          | 413             | 429             |
| Benafer                                      | Benafer                    | Benafer                                           | castillan                            | Alto Palancia | Segorbe               | 17,03          | 148             | 169             |
| Benafigos                                    | Benafigos                  | Benafigos                                         | valencien                            | Alcalatén     | Castellón de la Plana | 35,60          | 195             | 161             |
| Benassal                                     | Benasal                    | Benassal                                          | valencien                            | Alt Maestrat  | Castellón de la Plana | 79,58          | 1 340           | 1 195           |
| Benicarló                                    | Benicarló                  | Benicarló                                         | valencien                            | Baix Maestrat | Vinaròs               | 47,86          | 23 552          | 26 491          |
| Benicàssim / Benicasim                       | Benicasim                  | Benicàssim                                        | valencien                            | Plana Alta    | Castellón de la Plana | 36,10          | 16 200          | 18 989          |
| Benlloch                                     | Benlloch                   | Bell-lloc del Pla                                 | valencien                            | Plana Alta    | Castellón de la Plana | 43,52          | 1 019           | 1 179           |
| Betxí                                        | Bechí                      | Betxí                                             | valencien                            | Plana Baixa   | Nules                 | 21,44          | 5 551           | 5 815           |
| Borriana / Burriana                          | Burriana                   | Borriana                                          | valencien                            | Plana Baixa   | Vila-real             | 46,99          | 31 281          | 34 744          |
| Borriol                                      | Borriol                    | Borriol                                           | valencien                            | Plana Alta    | Castellón de la Plana | 60,95          | 4 288           | 5 276           |
| Cabanes                                      | Cabanes                    | Cabanes ou Cabanes de l'Arc                       | valencien                            | Plana Alta    | Castellón de la Plana | 131,64         | 2 659           | 3 006           |
| Càlig                                        | Cálig                      | Càlig                                             | valencien                            | Baix Maestrat | Vinaròs               | 27,47          | 1 647           | 2 130           |
| Canet lo Roig                                | Canet lo Roig              | Canet lo Roig                                     | valencien                            | Baix Maestrat | Vinaròs               | 68,47          | 916             | 817             |
| Castell de Cabres                            | Castell de Cabres          | Castell de Cabres                                 | valencien                            | Baix Maestrat | Vinaròs               | 30,72          | 19              | 15              |
| Castellfort                                  | Castellfort                | Castellfort                                       | valencien                            | Ports         | Vinaròs               | 66,74          | 217             | 222             |
| Castellnovo                                  | Castellnovo                | Castellnou                                        | castillan                            | Alto Palancia | Segorbe               | 19,20          | 1 029           | 1 026           |
| Castellón de la Plana / Castelló de la Plana | Castellón de la Plana      | Castelló de la Plana                              | valencien                            | Plana Alta    | Castellón de la Plana | 108,78         | 167 455         | 180 185         |
| Castillo de Villamalefa                      | Castillo de Villamalefa    | El Castell de Vilamalefa                          | castillan                            | Alto Mijares  | Castellón de la Plana | 37,74          | 104             | 110             |
| Catí                                         | Catí                       | Catí                                              | valencien                            | Alt Maestrat  | Vinaròs               | 102,35         | 857             | 824             |
| Caudiel                                      | Caudiel                    | Caudiel                                           | castillan                            | Alto Palancia | Segorbe               | 62,38          | 701             | 753             |
| Cervera del Maestre                          | Cervera del Maestre        | Cervera del Maestrat                              | valencien                            | Baix Maestrat | Vinaròs               | 93,24          | 663             | 711             |
| Chóvar                                       | Chóvar                     | Xóvar                                             | castillan                            | Alto Palancia | Segorbe               | 18,31          | 353             | 346             |
| Cinctorres                                   | Cinctorres                 | Cinctorres                                        | valencien                            | Ports         | Vinaròs               | 35,06          | 524             | 459             |
| Cirat                                        | Cirat                      | Cirat                                             | castillan                            | Alto Mijares  | Nules                 | 41,10          | 272             | 233             |
| Cortes de Arenoso                            | Cortes de Arenoso          | Cortes d'Arenós                                   | castillan                            | Alto Mijares  | Castellón de la Plana | 80,59          | 413             | 327             |
| Costur                                       | Costur                     | Costur                                            | valencien                            | Alcalatén     | Castellón de la Plana | 21,93          | 490             | 575             |
| Les Coves de Vinromà                         | Cuevas de Vinromá          | Les Coves de Vinromà                              | valencien                            | Plana Alta    | Castellón de la Plana | 136,44         | 1 857           | 1 925           |
| Culla                                        | Culla                      | Culla                                             | valencien                            | Alt Maestrat  | Castellón de la Plana | 116,30         | 677             | 583             |
| Eslida                                       | Eslida                     | Eslida                                            | valencien                            | Plana Baixa   | Nules                 | 18,13          | 861             | 906             |
| Espadilla                                    | Espadilla                  | Espadella                                         | castillan                            | Alto Mijares  | Nules                 | 11,96          | 69              | 102             |
| Fanzara                                      | Fanzara                    | Fanzara                                           | castillan                            | Alto Mijares  | Nules                 | 34,98          | 270             | 365             |
| Figueroles                                   | Figueroles                 | Figueroles                                        | valencien                            | Alcalatén     | Castellón de la Plana | 12,09          | 571             | 571             |
| Forcall                                      | Forcall                    | Forcall                                           | valencien                            | Ports         | Vinaròs               | 39,21          | 539             | 510             |
| Fuente la Reina                              | Fuente la Reina            | La Font de la Reina                               | castillan                            | Alto Mijares  | Segorbe               | 7,50           | 39              | 56              |
| Fuentes de Ayódar                            | Fuentes de Ayódar          | Fontes ou les Fonts d'Aiòder                      | castillan                            | Alto Mijares  | Nules                 | 10,98          | 101             | 143             |
| Gaibiel                                      | Gaibiel                    | Gaibiel                                           | castillan                            | Alto Palancia | Segorbe               | 18,08          | 195             | 184             |
| Geldo                                        | Geldo                      | Geldo                                             | castillan                            | Alto Palancia | Segorbe               | 0,56           | 716             | 671             |
| Herbés                                       | Herbés                     | Herbers                                           | valencien                            | Ports         | Vinaròs               | 27,12          | 73              | 57              |
| Higueras                                     | Higueras                   | Figueres                                          | castillan                            | Alto Palancia | Segorbe               | 11,84          | 84              | 49              |
| La Jana                                      | La Jana                    | La Jana                                           | valencien                            | Baix Maestrat | Vinaròs               | 19,50          | 828             | 739             |
| Jérica                                       | Jérica                     | Xèrica                                            | castillan                            | Alto Palancia | Segorbe               | 78,28          | 1 577           | 1 621           |
| La Llosa                                     | La Llosa                   | La Llosa                                          | valencien                            | Plana Baixa   | Nules                 | 10,03          | 924             | 981             |
| Lucena del Cid                               | Lucena del Cid             | Llucena                                           | valencien                            | Alcalatén     | Castellón de la Plana | 137,04         | 1 578           | 1 446           |
| Ludiente                                     | Ludiente                   | Lludient                                          | castillan                            | Alto Mijares  | Castellón de la Plana | 31,35          | 203             | 190             |
| La Mata                                      | La Mata                    | La Mata                                           | valencien                            | Ports         | Vinaròs               | 15,16          | 172             | 208             |
| Matet                                        | Matet                      | Matet                                             | castillan                            | Alto Palancia | Segorbe               | 14,89          | 133             | 95              |
| Moncofa                                      | Moncófar                   | Moncofa                                           | valencien                            | Plana Baixa   | Nules                 | 14,53          | 4 977           | 6 501           |
| Montán                                       | Montán                     | Montant                                           | castillan                            | Alto Mijares  | Segorbe               | 34,10          | 370             | 404             |
| Montanejos                                   | Montanejos                 | Montanejos                                        | castillan                            | Alto Mijares  | Segorbe               | 37,80          | 488             | 607             |
| Morella                                      | Morella                    | Morella                                           | valencien                            | Ports         | Vinaròs               | 413,54         | 2 815           | 2 724           |
| Navajas                                      | Navajas                    | Navaixes                                          | castillan                            | Alto Palancia | Segorbe               | 7,89           | 641             | 798             |
| Nules                                        | Nules                      | Nules                                             | valencien                            | Plana Baixa   | Nules                 | 50,53          | 12 418          | 13 573          |
| Olocau del Rey                               | Olocau del Rey             | Olocau del Rei                                    | castillan                            | Ports         | Vinaròs               | 43,98          | 136             | 133             |
| Onda                                         | Onda                       | Onda                                              | valencien                            | Plana Baixa   | Nules                 | 108,42         | 22 281          | 25 572          |
| Orpesa / Oropesa del Mar                     | Oropesa del Mar            | Orpesa                                            | valencien                            | Plana Alta    | Castellón de la Plana | 26,42          | 7 208           | 9 878           |
| Palanques                                    | Palanques                  | Palanques                                         | valencien                            | Ports         | Vinaròs               | 14,32          | 32              | 33              |
| Pavías                                       | Pavías                     | Pavies                                            | castillan                            | Alto Palancia | Segorbe               | 14,41          | 60              | 59              |
| Peníscola / Peñíscola                        | Peñíscola                  | Peníscola                                         | valencien                            | Baix Maestrat | Vinaròs               | 78,97          | 6 149           | 8 182           |
| Pina de Montalgrao                           | Pina de Montalgrao         | Pina                                              | castillan                            | Alto Palancia | Segorbe               | 31,60          | 153             | 139             |
| La Pobla de Benifassà                        | Puebla de Benifasar        | La Pobla de Benifassà                             | valencien                            | Baix Maestrat | Vinaròs               | 136,00         | 246             | 254             |
| La Pobla Tornesa                             | Puebla-Tornesa             | La Pobla Tornesa                                  | valencien                            | Plana Alta    | Castellón de la Plana | 25,81          | 790             | 1 164           |
| Portell de Morella                           | Portell de Morella         | Portell de Morella                                | valencien                            | Ports         | Vinaròs               | 49,40          | 248             | 226             |
| Puebla de Arenoso                            | Puebla de Arenoso          | La Pobla d'Arenós                                 | castillan                            | Alto Mijares  | Segorbe               | 42,53          | 169             | 174             |
| Ribesalbes                                   | Ribesalbes                 | Ribesalbes                                        | valencien                            | Plana Baixa   | Nules                 | 8,55           | 1 336           | 1 297           |
| Rossell                                      | Rosell                     | Rossell                                           | valencien                            | Baix Maestrat | Vinaròs               | 74,93          | 1 260           | 1 097           |
| Sacañet                                      | Sacañet                    | Sacanyet                                          | castillan                            | Alto Palancia | Segorbe               | 30,50          | 116             | 72              |
| La Salzadella                                | Salsadella                 | La Salzadella                                     | valencien                            | Baix Maestrat | Vinaròs               | 49,92          | 806             | 817             |
| San Rafael del Río                           | San Rafael del Río         | Sant Rafel del Riu ou Sant Rafel del Maestrat     | valencien                            | Baix Maestrat | Vinaròs               | 21,15          | 482             | 546             |
| Sant Joan de Moró                            | San Juan de Moró           | Sant Joan de Moró                                 | valencien                            | Plana Alta    | Castellón de la Plana | 29,15          | 2 157           | 3 025           |
| Sant Jordi / San Jorge                       | San Jorge                  | Sant Jordi                                        | valencien                            | Baix Maestrat | Vinaròs               | 36,49          | 744             | 1 127           |
| Sant Mateu                                   | San Mateo                  | Sant Mateu                                        | valencien                            | Baix Maestrat | Vinaròs               | 64,62          | 1 999           | 2 066           |
| Santa Magdalena de Pulpis                    | Santa Magdalena de Pulpis  | Santa Magdalena de Polpís                         | valencien                            | Baix Maestrat | Vinaròs               | 66,49          | 835             | 891             |
| Segorbe                                      | Segorbe                    | Sogorb                                            | castillan                            | Alto Palancia | Segorbe               | 106,08         | 8 456           | 9 089           |
| La Serratella                                | Sarratella                 | La Serratella                                     | valencien                            | Plana Alta    | Castellón de la Plana | 18,81          | 91              | 94              |
| Sierra Engarcerán                            | Sierra Engarcerán          | La Serra d'En Galceran                            | valencien                            | Plana Alta    | Castellón de la Plana | 81,98          | 1 079           | 1 048           |
| Soneja                                       | Soneja                     | Soneixa                                           | castillan                            | Alto Palancia | Segorbe               | 29,10          | 1 365           | 1 514           |
| Sot de Ferrer                                | Sot de Ferrer              | Sot de Ferrer                                     | castillan                            | Alto Palancia | Segorbe               | 8,64           | 470             | 439             |
| Suera / Sueras                               | Sueras                     | Suera                                             | valencien                            | Plana Baixa   | Nules                 | 22,22          | 640             | 650             |
| Tales                                        | Tales                      | Tales                                             | valencien                            | Plana Baixa   | Nules                 | 14,53          | 753             | 889             |
| Teresa                                       | Teresa                     | Teresa                                            | castillan                            | Alto Palancia | Segorbe               | 19,89          | 570             | 286             |
| Tírig                                        | Tírig                      | Tírig                                             | valencien                            | Alt Maestrat  | Vinaròs               | 42,34          | 133             | 540             |
| Todolella                                    | Todolella                  | La Todolella                                      | valencien                            | Ports         | Segorbe               | 34,03          | 133             | 152             |
| Toga                                         | Toga                       | Toga                                              | castillan                            | Alto Mijares  | Nules                 | 13,52          | 90              | 123             |
| Torás                                        | Torás                      | Toràs                                             | castillan                            | Alto Palancia | Segorbe               | 16,78          | 269             | 250             |
| El Toro                                      | El Toro                    | El Toro                                           | castillan                            | Alto Palancia | Segorbe               | 109,95         | 292             | 269             |
| Torralba del Pinar                           | Torralba del Pinar         | Torralba del Pinar                                | castillan                            | Alto Mijares  | Nules                 | 21,19          | 66              | 49              |
| La Torre d'en Besora                         | Torre de Embesora          | La Torre d'en Besora                              | valencien                            | Alt Maestrat  | Castellón de la Plana | 11,87          | 204             | 179             |
| La Torre d'en Doménec                        | Torre Endoménech           | La Torre d'en Doménec                             | valencien                            | Plana Alta    | Castellón de la Plana | 3,19           | 236             | 226             |
| Torreblanca                                  | Torreblanca                | Torreblanca                                       | valencien                            | Plana Alta    | Castellón de la Plana | 29,81          | 5 656           | 5 726           |
| Torrechiva                                   | Torrechiva                 | Torre-xiva                                        | castillan                            | Alto Mijares  | Nules                 | 11,85          | 100             | 90              |
| Traiguera                                    | Traiguera                  | Traiguera                                         | valencien                            | Baix Maestrat | Vinaròs               | 59,76          | 1 632           | 1 576           |
| Les Useres / Useras                          | Useras                     | Les Useres                                        | valencien                            | Alcalatén     | Castellón de la Plana | 80,69          | 1 004           | 964             |
| Vall d'Alba                                  | Vall d'Alba                | La Vall d'Alba                                    | valencien                            | Plana Alta    | Castellón de la Plana | 52,92          | 2 103           | 3 041           |
| La Vall d'Uixó                               | Vall de Uxó                | La Vall d'Uixó                                    | valencien                            | Plana Baixa   | Nules                 | 67,08          | 31 065          | 32 202          |
| Vall de Almonacid                            | Vall de Almonacid          | La Vall d'Almonesir                               | castillan                            | Alto Palancia | Segorbe               | 21,12          | 269             | 270             |
| Vallat                                       | Vallat                     | Vallat                                            | castillan                            | Alto Mijares  | Nules                 | 5,01           | 71              | 63              |
| Vallibona                                    | Vallibona                  | Vallibona                                         | valencien                            | Ports         | Vinaròs               | 91,37          | 91              | 90              |
| La Vilavella                                 | Villavieja                 | La Vilavella                                      | valencien                            | Plana Baixa   | Nules                 | 6,15           |                 | 3 272           |
| Vila-real                                    | Villarreal                 | Vila-real                                         | valencien                            | Plana Baixa   | Vila-real             | 55,12          | 46 696          | 51 180          |
| Vilafamés                                    | Villafamés                 | Vilafamés                                         | valencien                            | Plana Alta    | Castellón de la Plana | 70,40          | 1 730           | 1 920           |
| Vilafranca / Villafranca del Cid             | Villafranca del Cid        | Vilafranca                                        | valencien                            | Alt Maestrat  | Castellón de la Plana | 93,85          | 2 547           | 2 399           |
| Vilanova d'Alcolea                           | Villanueva de Alcolea      | Vilanova d'Alcolea                                | valencien                            | Plana Alta    | Castellón de la Plana | 68,41          | 671             | 674             |
| Vilar de Canes                               | Villar de Canes            | Vilar de Canes                                    | valencien                            | Alcalatén     | Castellón de la Plana | 15,91          | 185             | 186             |
| Villahermosa del Río                         | Villahermosa del Río       | Vilafermosa                                       | castillan                            | Alto Mijares  | Castellón de la Plana | 108,88         | 441             | 491             |
| Villamalur                                   | Villamalur                 | Vilamalur                                         | castillan                            | Alto Mijares  | Nules                 | 19,47          | 104             | 82              |
| Villanueva de Viver                          | Villanueva de Viver        | Vilanova de la Reina                              | castillan                            | Alto Mijares  | Segorbe               | 5,95           | 73              | 69              |
| Villores                                     | Villores                   | Villores                                          | valencien                            | Ports         | Vinaròs               | 5,31           | 62              | 43              |
| Vinaròs                                      | Vinaroz                    | Vinaròs                                           | valencien                            | Baix Maestrat | Vinaròs               | 95,46          | 25 232          | 28 829          |
| Vistabella del Maestrat                      | Vistabella del Maestrazgo  | Vistabella del Maestrat                           | valencien                            | Alcalatén     | Castellón de la Plana | 151,00         | 410             | 402             |
| Viver                                        | Viver                      | Viver                                             | castillan                            | Alto Palancia | Segorbe               | 49,93          | 1 441           | 1 633           |
| Xert                                         | Chert                      | Xert                                              | valencien                            | Baix Maestrat | Vinaròs               | 82,51          | 914             | 862             |
| Xilxes / Chilches                            | Chilches                   | Xilxes                                            | valencien                            | Plana Baixa   | Nules                 | 13,58          | 2 566           | 2 925           |
| Xodos / Chodos                               | Chodos                     | Xodos                                             | valencien                            | Alcalatén     | Castellón de la Plana | 44,27          | 136             | 118             |
| Zorita del Maestrazgo                        | Zorita del Maestrazgo      | Sorita ou Sorita de Morella                       | valencien                            | Ports         | Vinaròs               | 68,83          | 132             | 140             |
| Zucaina                                      | Zucaina                    | Sucaina                                           | castillan                            | Alto Mijares  | Castellón de la Plana | 51,57          | 193             | 184             |
| Total                                        | Total                      | Total                                             | Total                                | Total         | Total                 | 6 631,87       | 543 432         | 601 699         |

### Sources et bibliographie
- (es) Instituto Nacional de Estadistica
  - (es) Instituto Nacional de Estadistica, « Superficie, population (données non corrigées), densité : province de Castellón/Castelló », sur www.ine.es (consulté le 23 juin 2014) 
  - (es) Instituto Nacional de Estadistica, « Données officielles de population résultant de la révision du recensement municipal au 1er janvier 2013 : province de Castellón/Castelló (données de population corrigées) », sur www.ine.es, 1er janvier 2013 (consulté le 23 juin 2014)
- (es) Varaciones de los municipios de España desde 1842, Ministerio de administraciones públicas, octobre 2008, 364 p. (lire en ligne) [PDF]
- (ca + es) Llei 4/1983, de 23 de novembre, d'ús i ensenyament del valencia., Presidencia de la Generalitat, 23 novembre 1983, 14 p. (lire en ligne) [PDF]
- (ca) « El País Valencià avança en la normalització toponímica », El Punt Avui,‎ 10 septembre 2013 (lire en ligne, consulté le 30 septembre 2014)

 : document utilisé comme source pour la rédaction de cet article.